# 圣塞巴斯蒂亚诺-库罗内
圣塞巴斯蒂亚诺-库罗内（義大利語：San Sebastiano Curone），是意大利亚历山德里亚省的一个市镇。总面积3.95平方公里，人口632人，人口密度160.0人/平方公里（2009年）。ISTAT代码为006155。